# Soulgé-sur-Ouette
Soulgé-sur-Ouette és un municipi francès situat al departament de Mayenne i a la regió de País del Loira. L'any 2007 tenia 1.094 habitants.

## Demografia

### Població
El 2007 la població de fet de Soulgé-sur-Ouette era de 1.094 persones. Hi havia 400 famílies de les quals 86 eren unipersonals (49 homes vivint sols i 37 dones vivint soles), 139 parelles sense fills, 163 parelles amb fills i 12 famílies monoparentals amb fills.
La població ha evolucionat segons el següent gràfic:
Habitants censats

### Habitatges
El 2007 hi havia 438 habitatges, 404 eren l'habitatge principal de la família, 15 eren segones residències i 18 estaven desocupats. 391 eren cases i 45 eren apartaments. Dels 404 habitatges principals, 298 estaven ocupats pels seus propietaris, 103 estaven llogats i ocupats pels llogaters i 3 estaven cedits a títol gratuït; 5 tenien una cambra, 14 en tenien dues, 63 en tenien tres, 115 en tenien quatre i 206 en tenien cinc o més. 266 habitatges disposaven pel capbaix d'una plaça de pàrquing. A 159 habitatges hi havia un automòbil i a 219 n'hi havia dos o més.

### Piràmide de població
La piràmide de població per edats i sexe el 2009 era:
| Homes | Edats   | Dones |
| ----- | ------- | ----- |
| 0     | 95 o +  | 4     |
| 8     | 90 a 94 | 8     |
| 8     | 85 a 89 | 16    |
| 4     | 80 a 84 | 4     |
| 24    | 75 a 79 | 12    |
| 8     | 70 a 74 | 20    |
| 28    | 65 a 69 | 32    |
| 20    | 60 a 64 | 16    |
| 24    | 55 a 59 | 20    |
| 28    | 50 a 54 | 20    |
| 32    | 45 a 49 | 40    |
| 32    | 40 a 44 | 28    |
| 56    | 35 a 39 | 44    |
| 20    | 30 a 34 | 28    |
| 40    | 25 a 29 | 36    |
| 48    | 20 a 24 | 24    |
| 24    | 15 a 19 | 24    |
| 40    | 10 a 14 | 40    |
| 28    | 5 a 9   | 16    |
| 32    | 0 a 4   | 48    |

## Economia
El 2007 la població en edat de treballar era de 664 persones, 547 eren actives i 117 eren inactives. De les 547 persones actives 514 estaven ocupades (276 homes i 238 dones) i 32 estaven aturades (9 homes i 23 dones). De les 117 persones inactives 50 estaven jubilades, 40 estaven estudiant i 27 estaven classificades com a «altres inactius».

### Ingressos
El 2009 a Soulgé-sur-Ouette hi havia 403 unitats fiscals que integraven 1.108 persones, la mediana anual d'ingressos fiscals per persona era de 17.322 €.

### Activitats econòmiques
Dels 37 establiments que hi havia el 2007, 1 era d'una empresa alimentària, 4 d'empreses de fabricació d'altres productes industrials, 8 d'empreses de construcció, 8 d'empreses de comerç i reparació d'automòbils, 2 d'empreses de transport, 2 d'empreses d'hostatgeria i restauració, 1 d'una empresa d'informació i comunicació, 2 d'empreses financeres, 2 d'empreses immobiliàries, 5 d'empreses de serveis, 1 d'una entitat de l'administració pública i 1 d'una empresa classificada com a «altres activitats de serveis».
Dels 11 establiments de servei als particulars que hi havia el 2009, 2 eren tallers de reparació d'automòbils i de material agrícola, 2 guixaires pintors, 1 fusteria, 4 lampisteries, 1 perruqueria i 1 restaurant.
L'únic establiment comercial que hi havia el 2009 era una fleca.
L'any 2000 a Soulgé-sur-Ouette hi havia 51 explotacions agrícoles que ocupaven un total de 2.001 hectàrees.

## Equipaments sanitaris i escolars
El 2009 hi havia una escola elemental.

## Poblacions més properes
El següent diagrama mostra les poblacions més properes.